# Ford GT40
Ford GT40 är en sportvagn, tillverkad av biltillverkaren Ford mellan 1964 och 1968. Den är mest känd för att ha segrat i Le Mans 24-timmars fyra år i rad 1966-1969. Det är den enda USA-byggda tävlingsbil som hittills vunnit Le Mans, (Mk IV år 1967), och bidrog till att Ford vann Sportvagns-VM tre år i rad; 1966 i klassen (S+2.0), (motorer över 2 liters slagvolym), 1967 i klassen (S+2.0) och 1968 i klassen (S+P), (sportvagnar och prototyper).

## Bakgrund
I början av sextiotalet insåg Ford att kundernas uppfattning om märket hade förändrats. Under trettio- och fyrtiotalet hade Ford, med sin V8-motor, varit den självklara prestandabilen. Men nu hade konkurrenterna kommit ifatt och förbi. För att locka den penningstarka efterkrigsgenerationen presenterade man ungdomliga modeller som Ford Mustang, men man gjorde även en satsning på motorsport. Efter att ha börjat med ett lite halvhjärtat stöd till Carroll Shelby och hans Cobrabilar beslutade man sig att satsa på att vinna den prestigefyllda tävlingen Le Mans 24-timmars. Oavsett kostnaden.
För att göra det enkelt för sig försökte Ford först köpa Ferrari, som dominerade sportvagnsracingen med sex raka Le Manssegrar i rad åren 1960-1965. Men Enzo Ferrari vägrade sälja, trots att Ford var beredda att betala rejält. Istället gick Ford vidare till brittiska Lola som nappade på erbjudandet.
Lola Cars flyttade sin verksamhet till Slough i England strax utanför London, där Ford nu satte upp den nya avdelningen Ford Advanced Vehicles (FAV) under John Wyer. På andra sidan Atlanten köpte Ford upp racingspecialisten Kar Kraft och anställde Carroll Shelby att leda verksamheten.

## Utveckling
GT40 Mk I stod klar lagom till Le Mans-loppet 1964. Bilen var en vidareutveckling av Lolas tävlingsbil. Motorn var en tävlingsversion av Fords small block-motor, byggd helt i lättmetall. Talet 40 i modellnamnet kommer från bilens höjd, 40 tum eller 1,02 meter mätt till bilens vindruta enligt reglerna och GT står för Grand Turismo.
Fords ledning var inte nöjda med Mk I-modellen och lät därför Kar Kraft ta fram en variant av Fords 427 cui big block tävlingsmotor. Försedd med den stora V8 motorn skapades GT40 Mk II inför säsongen 1966. Tillsammans med bra prestanda i motor, växellåda och bromsar, god aerodynamik och hög topphastighet blev bilen konkurrenskraftig, särskilt på snabba banor. Bilens front gjordes även om för att passa reglerna för Le Mans som då krävde att man skulle ha ett reservhjul fram som skulle bytas ut av mekanikern vid depåstopp eller av föraren ute på banan vid en punktering.  
FAV tog fram en landsvägsversion av bilen, kallad GT40 Mk III. Bilen hade en 289 kubiktums small block-motor från Shelby Mustang och var till och med försedd med ett litet bagageutrymme vilket gjorde bilen något längre. Den fick även runda i stället för rektangulära strålkastare fram. Interiören gjordes om och växelspaken flyttades från dörrsidan till mitten av bilen. Bilen var främst avsedd för den amerikanska marknaden men sålde inte särskilt bra där. De få exemplar som finns kvar av dessa bilar är idag mycket eftertraktade och högt prissatta på andrahandsmarknaden. Ford GT 40:an har även blivit mycket populär hos olika replikabyggare under senare årtionden runt om i världen. Den Ford GT 40 Mirage med racing och filmhistoria som vann Spa 1000 km 1967 och sedan byggdes om av JWA/Gulf Racing Team 1968 till chassi nr P/1074 och som vann Monza 1000 km 1968 för JWA/Gulf Racing Team såldes den 17 augusti 2012 i Pebble Beach, Kalifornien, USA av bilauktionsfirman RM Auctions för 11 miljoner dollar eller ca 73 miljoner kr. Priset är det högsta hittills för en amerikansk/engelsk bil på auktion. Denna bil var även med i filmen "Le Mans" 1971 som kamerabil när filmen spelades in med bland annat Steve McQueen som skådespelare, regissör och racerförare och är en av tre bilar som byggdes av JWA/Gulf Racingteam med kaross i karbonfiber och aluminium i chassi och endast en bil finns idag kvar förutom den som såldes på auktion.    
Till säsongen 1967 tog Kar Kraft fram en till stora delar ny version, kallad GT40 Mk IV. Bilen fick ett nytt chassi i aluminium och en ännu starkare big block-motor.   
Efter 1967 drog sig Ford ur GT40-programmet. John Wyer fortsatte dock att vidareutveckla Mk I-modellen i sitt eget företag JW Automotive, då i en ljusblå och orange färg sponsrad av oljebolaget Gulf och Gulf Racing Team med dess svenske PR chef och racingteam manager Jan Olof Böckman. Reglerna ändrades i sportvagns-VM från och med 1968 för att minska de höga topphastigheter som börjat uppkomma. Motorer över 5.0 liter förbjöds vilket innebar slutet för de stora big block motorerna i Mk II och Mk IV. Bilar upp till 5.0 liter var fortfarande tillåtna att tävla i sportvagnskategorin om de var tillverkade i minst 50 exemplar vilket passade in på Ford GT 40:an. John Wyer och Gulf Racing Team byggde då en ny GT 40 baserad på den Gulf Mirage Ford GT 40 M1 5.7 liter som man byggt tidigare för att passa de nya reglerna. Omfattande insatser gjordes för att minska bilens vikt, bland annat användes en tunn polyesterfilm som var förstärkt med karbonfiber över en stor del av karossen för att reducera vikten vilket man var först med när det gällde användning av karbonfiber i racing och en del stålsektioner i chassit, bland annat i ramen och taket, ersattes med aluminium. Ett samarbete med den kända trimfirman Gurney-Weslake i East Sussex, England, inleddes där de gavs i uppdrag att höja effekten på motorn på ett tillförlitligt sätt. Bilen fick bland annat större small block-motorer på 301 kubiktum eller 4,9 liter som utvecklade 425 hk, (maximalt 520 hk), vid 7.000 varv med Gurney-Weslakes berömda topplock i aluminium, dubbla oljekylare och mittmonterade fyrdubbla Weber 48 förgasare för att höja effekten. Växellådan var en tysk femväxlad ZF med oljekylare och bromsarna var av fabrikat Girling med ventilerade bromsskivor. Tävlingsbilen var i och med detta fortsatt konkurrenskraftig ett par år till med en topphastighet på 214 mph eller 344 km/h vilket den nådde på den över fem kilometer långa Mulsannerakan på Le Mans med segrar där 1968 och 1969.

## Tekniska data
| Tekniska data               | Mk I                                                                       | Mk II                                                                      | Mk III                                                                     | Mk IV                                                                      |
| --------------------------- | -------------------------------------------------------------------------- | -------------------------------------------------------------------------- | -------------------------------------------------------------------------- | -------------------------------------------------------------------------- |
| Motor:                      | Mittmonterad 8-cylindrig V-motor                                           | Mittmonterad 8-cylindrig V-motor                                           | Mittmonterad 8-cylindrig V-motor                                           | Mittmonterad 8-cylindrig V-motor                                           |
| Cylindervolym:              | 4727 cm³                                                                   | 6997 cm³                                                                   | 4727 cm³                                                                   | 6980 cm³                                                                   |
| Borrning x slaglängd:       | 101,6 x 72,9 mm                                                            | 107,7 x 96,2 mm                                                            | 101,6 x 72,9 mm                                                            | 107,7 x 96,0 mm                                                            |
| Max effekt vid varvtal:     | 390 hk vid 7 000 v/min                                                     | 485 hk vid 6 200 v/min                                                     | 306 hk vid 6 000 v/min                                                     | 530 hk vid 6 200 v/min                                                     |
| Max vridmoment vid varvtal: | 440 Nm vid 5 000 v/min                                                     | 644 Nm vid 3 200 v/min                                                     | 446 Nm vid 4 200 v/min                                                     |                                                                            |
| Ventilstyrning:             | 1 centralt placerad kamaxel, 2 stötstångsmanövrerade ventiler per cylinder | 1 centralt placerad kamaxel, 2 stötstångsmanövrerade ventiler per cylinder | 1 centralt placerad kamaxel, 2 stötstångsmanövrerade ventiler per cylinder | 1 centralt placerad kamaxel, 2 stötstångsmanövrerade ventiler per cylinder |
| Förgasare:                  | 4 st Weber 48                                                              | 1 st Holley                                                                | 1 st Holley                                                                | 2 st Holley                                                                |
| Växellåda:                  | 5-växlad manuell                                                           | 4-växlad manuell                                                           | 5-växlad manuell                                                           | 4-växlad manuell                                                           |
| Hjulupphängning fram:       | Dubbla tvärlänkar, skruvfjädrar, krängningshämmare                         | Dubbla tvärlänkar, skruvfjädrar, krängningshämmare                         | Dubbla tvärlänkar, skruvfjädrar, krängningshämmare                         | Dubbla tvärlänkar, skruvfjädrar, krängningshämmare                         |
| Hjulupphängning bak:        | Undre tvärlänkar, övre längslänkar, skruvfjädrar, krängningshämmare        | Undre tvärlänkar, övre längslänkar, skruvfjädrar, krängningshämmare        | Undre tvärlänkar, övre längslänkar, skruvfjädrar, krängningshämmare        | Undre tvärlänkar, övre längslänkar, skruvfjädrar, krängningshämmare        |
| Bromsar:                    | Hydrauliska skivbromsar                                                    | Hydrauliska skivbromsar                                                    | Hydrauliska skivbromsar                                                    | Hydrauliska skivbromsar                                                    |
| Chassi & kaross:            | Stålmonocoque med glasfiberkaross                                          | Stålmonocoque med glasfiberkaross                                          | Stålmonocoque med glasfiberkaross                                          | Aluminiummonocoque med glasfiberkaross                                     |
| Hjulbas:                    | 241 cm                                                                     | 241 cm                                                                     | 241 cm                                                                     | 241 cm                                                                     |
| Torrvikt:                   | 1050 kg                                                                    | 1050 kg                                                                    | 1050 kg                                                                    | 1100 kg                                                                    |
| Toppfart:                   | 320 km/h                                                                   | 345 km/h                                                                   | 250 km/h                                                                   | 330 km/h                                                                   |

## Tävlingsresultat

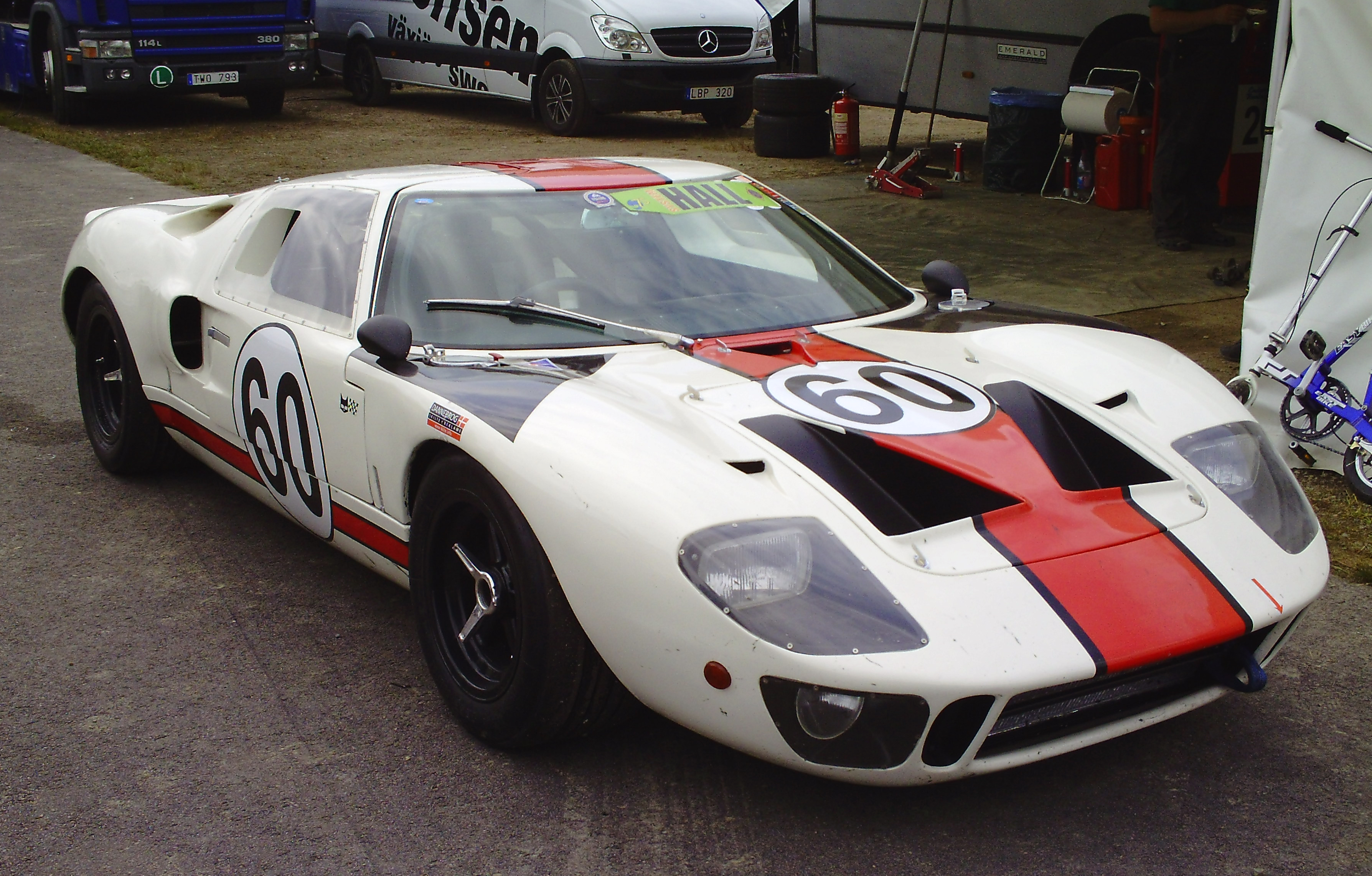
En Ford GT40, körd av Kenneth Persson, under ett historiskt race på Falkenbergs Motorbana 2011.

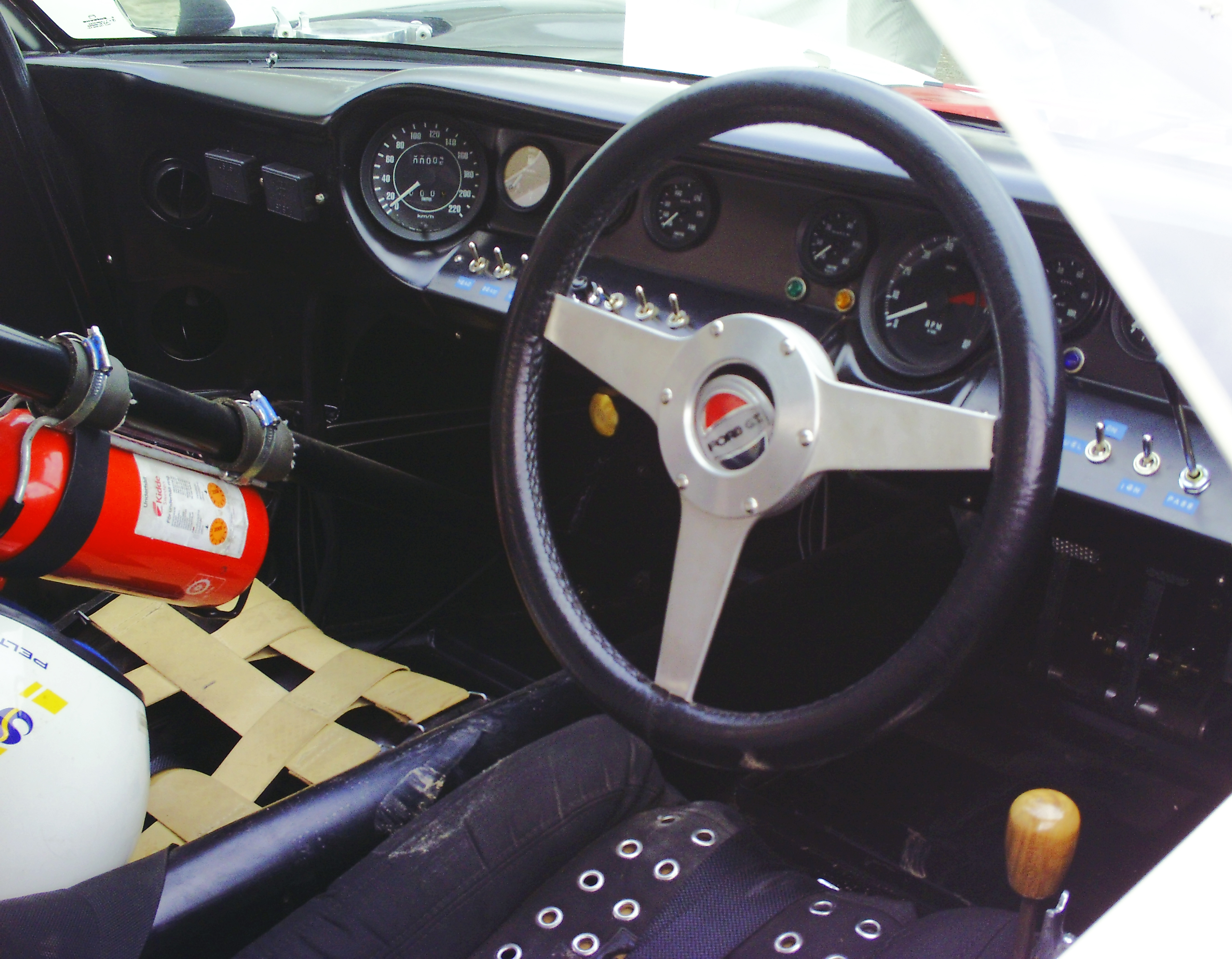
Insidan av en Ford GT40, körd av Kenneth Persson, under ett historiskt race på Falkenbergs Motorbana 2011.

### Sportvagns-VM 1964
Bilen debuterade säsongen 1964 i Le Mans 24-timmars 1964. Ford ställde upp med ett trebils fabriksteam men ingen av dessa kom i mål. Två veckor senare ställde man upp med samma besättning på franska Reims, med samma nedslående resultat. Därefter drog man sig tillbaka för att rätta till felen inför nästa säsong.

### Sportvagns-VM 1965
Till 1965 lade Ford ut racingverksamheten på professionella team. Mest framgångsrika var Shelby American och Holman & Moody. 
Inte heller detta år lyckades någon GT40 ta sig i mål i Le Mans 24-timmars. Bästa resultaten stod Bruce McLaren och Ken Miles för. I Sebring 12-timmars kom de tvåa och i Monza 1000 km trea och Ford slutade på tredje plats i VM-tabellen.

### Sportvagns-VM 1966
1966 var äntligen Fords år. Säsongen började med en trippelseger i Daytona 24-timmars, med Ken Miles och Lloyd Ruby på första plats. Även nästa lopp, i Sebring 12-timmars slutade med en trippelseger, återigen med Miles och Ruby på topp. I Le Mans 24-timmars kom året tredje trippelseger, med nyzeeländarna Bruce McLaren och Chris Amon på första plats. Säsongen slutade med en klar VM-seger för Ford.

### Sportvagns-VM 1967
Säsongen 1967 följde Ford upp Le Mans-segern med en andra raka genom Dan Gurney och A J Foyt. I övrigt vann Ford bara i österrikiska Zeltweg 1000 km genom Paul Hawkins och slutade på tredje plats i VM.

### Sportvagns-VM 1968
Inför säsongen 1968 hade Ford dragit sig tillbaka från sportvagnsracingen och överlämnade istället åt John Wyers JW Automotive att stå för tävlandet under sponsorship och management av oljebolaget Gulf Racing Team. Tävlingsbilarna fick då den klassiska och välkända ljusblå tävlingsfärgen med orangea racingränder. Stallet lyckades mycket bra och vann fem av tio deltävlingar.
I Brands Hatch 1000 km vann Jacky Ickx och Brian Redman. I Monza 1000 km stod Paul Hawkins och David Hobbs för segern. I Spa 1000 km vann Ickx/Redman återigen och på Watkins Glen fixade paren Ickx/Lucien Bianchi och Paul Hawkins/David Hobbs en dubbelseger. 
Året avslutades med Fords tredje raka Le Mans-seger, genom Pedro Rodríguez och Lucien Bianchi och en överlägsen VM-seger.

### Sportvagns-VM 1969
Säsongen 1969 som fortsatte i JW Automotives och Gulf Racing Teams regi tog Jacky Ickx och Jackie Oliver två segrar. Först i Sebring 12-timmars och sedan i Le Mans 24-timmars som betecknas som ett av de mest dramatiska och i varje fall det jämnaste Le Mans lopp som körts där den endast 24-årige Ickx gick i mål som segrare efter att medvetet ha gått fram till sin bil i stället för att springa, spänt fast sig i lugn och ro och startat som sista bil i startfältet i protest mot den riskfyllda Le Mans starten när de andra förarna sprang fram till bilarna över startbanan för att köra iväg så fort som möjligt utan att anse sig ha tid att spänna fast sig. Redan under första varvet så kraschade och omkom John Woolfe med en privat Porsche 917 och orsaken ansågs vara att han inte var fastspänd och inte hann stänga förardörren ordentligt förutom att han var ovan vid den svårkörda och snabba bilen. Detta var sista året som den klassiska springande Le Mans starten användes och den förbjöds året därpå på grund av olycksrisken. Vinnarbilen Ford (GT40P/1075) med tillverkningsnummer 1075, var den första bilen någonsin att vinna Le Mans med samma chassi som året innan och till dags dato en av tre bilar att vinna tävlingen med samma chassi. Trots att Forden vunnit Le Mans tre gånger i rad föregående år så ansågs den föråldrad och utan egentlig vinstchans på grund av sin relativt höga vikt gentemot konkurrenterna för 1969 års Le Mans, särskilt i förhållande till Porsche 917 som då var helt nyutvecklad och obeprövad men trots det klar favorit men svårkörd med sin stora motoreffekt och höga topphastighet. Även Porsche 908 var ansedd som favorit att vinna tävlingen. Det enda som gick sönder på Ford GT 40:an under loppet var ett mindre läckage på avgassystemet, annars så gick bilen felfritt förutom sedvanligt byte av hjul och bromsbelägg och andra depårutiner som påfyllnad av bensin, olja och kylarvätska. Segermarginalen mot Hans Hermann i en Porsche 908 efter 24 körda timmar var endast ett par sekunder eller 110 meter efter 372 körda varv med en snitthastighet av 208 km/h efter att de passerat varandra flera gånger under varje varv under den sista timmen av tävlingen. Ickx låg alldeles bakom Hermann och slipstreamade och körde sedan om honom under inbromsning innan kurvorna eftersom Porschens bromsar börjat ta slut men Porschen hade något högre toppfart och körde om på rakorna. Ickx körde till slut om under inbromsning innan en kurva under sista varvet. Aldrig tidigare hade eller senare har någon vunnit tävlingen med så liten marginal. Ford GT 40:an vann därmed Le Mans för fjärde året i rad och slutade sin sista säsong med en andraplats i VM-tabellen. När Jacky Ickx på måndag morgon körde hem från tävlingen mot Paris i sin privata Porsche 911 så körde plötsligt en bil upp framför honom vid staden Chartres, Ickx bromsade och väjde men fick sladd, kraschade mot en stolpe och hans bil blev skrot men han hade varit fastspänd och kunde kliva ur oskadd.